# David Guez
David Guez (8 december 1982, Marseille) is een Franse tennisspeler. Hij heeft nog geen ATP-toernooi gewonnen. Wel deed hij al mee aan Grand Slams. Hij heeft drie challengers in het enkelspel en één challenger in het dubbelspel op zijn naam staan.

## Palmares

### Palmares enkelspel
| Legenda                       | Legenda               |
| ----------------------------- | --------------------- |
| Grand Slam                    |                       |
| Olympische Spelen             |                       |
| tot 2009                      | vanaf 2009            |
| Tennis Masters Cup            | ATP Finals            |
| ATP Masters Series            | ATP Tour Masters 1000 |
| ATP International Series Gold | ATP Tour 500          |
| ATP International Series      | ATP Tour 250          |

| Nr.                  | Datum           | Toernooi        | Ondergrond | Tegenstander in finale | Score            |
| -------------------- | --------------- | --------------- | ---------- | ---------------------- | ---------------- |
| Gewonnen challengers |                 |                 |            |                        |                  |
| 1.                   | 7 augustus 2006 | Sint-Petersburg | Gravel     | Édouard Roger-Vasselin | 6-0, 6-2         |
| 2.                   | 28 juni 2010    | Arad            | Gravel     | Benoît Paire           | 6-3, 1-6, 6-3    |
| 3.                   | 7 februari 2011 | Quimper         | Hardcourt  | Kenny de Schepper      | 6-2, 4-6, 7-6(5) |

### Palmares dubbelspel
| Nr.                              | Datum        | Toernooi | Ondergrond | Partner                     | Tegenstanders in finale                | Score            |
| -------------------------------- | ------------ | -------- | ---------- | --------------------------- | -------------------------------------- | ---------------- |
| Gewonnen challengers herendubbel |              |          |            |                             |                                        |                  |
| 1.                               | 25 juli 2011 | Tampere  | Gravel     | Jonathan Dasnières de Veigy | Pierre-Hugues Herbert Nicolas Renavand | 5-7, 6-4, [10-5] |

## Prestatietabellen
| Legenda | Legenda                          |
| ------- | -------------------------------- |
| g.t.    | geen toernooi gehouden           |
| l.c.    | lagere categorie                 |
| –       | niet deelgenomen                 |
| G       | uitgeschakeld in de groepsfase   |
| 1R      | uitgeschakeld in de eerste ronde |
| 2R      | uitgeschakeld in de tweede ronde |
| 3R      | uitgeschakeld in de derde ronde  |
| 4R      | uitgeschakeld in de vierde ronde |
| KF      | uitgeschakeld in de kwartfinale  |
| HF      | uitgeschakeld in de halve finale |
| F       | de finale verloren               |
| W       | het toernooi gewonnen            |
| w-v     | winst/verlies-balans             |

### Prestatietabel enkelspel
| Grandslamtoernooien   |      |      |      |      |
| Australian Open       | –    | 1R   | –    | 1R   |
| Roland Garros         | –    | –    | 1R   | –    |
| Wimbledon             | –    | –    | –    | –    |
| US Open               | –    | –    | –    | –    |
| ATP World Tour Finals |      |      |      |      |
| ATP World Tour Finals | –    | –    | –    | –    |
| ATP Masters 1000      |      |      |      |      |
| Indian Wells          | –    | –    | –    | –    |
| Miami                 | –    | –    | –    | –    |
| Monte Carlo           | –    | –    | –    | –    |
| Madrid                | –    | –    | –    | –    |
| Rome                  | –    | –    | –    | –    |
| Montreal/Toronto      | –    | –    | –    | –    |
| Cincinnati            | –    | –    | –    | –    |
| Shanghai              | –    | –    | –    | –    |
| Parijs                | 2R   | –    | –    | –    |
| Olympische Spelen     |      |      |      |      |
| Olympische Spelen     | g.t. | g.t. | g.t. | g.t. |
| Statistieken          |      |      |      |      |
| Totaal aantal titels  | 0    | 0    | 0    | 0    |
| Eindejaarsranking     | 146  | 169  | 197  | 212  |

### Prestatietabel (Grand Slam) dubbelspel
| Grandslamtoernooien   |     |     |
| Australian Open       | –   | –   |
| Roland Garros         | 1R  | 2R  |
| Wimbledon             | –   | –   |
| US Open               | –   | –   |
| ATP World Tour Finals |     |     |
| ATP World Tour Finals | –   | –   |
| ATP Masters 1000      |     |     |
| (Nog) geen deelname   |     |     |
| Olympische Spelen     |     |     |
| Olympische Spelen     | –   | –   |
| Statistieken          |     |     |
| Totaal aantal titels  | 0   | 0   |
| Eindejaarsranking     | 737 | 334 |